# O Turista Acidental
The Accidental Tourist (bra/prt: O Turista Acidental) é um filme estadunidense de drama romântico de 1988 dirigido e co-produzido por Lawrence Kasdan, a partir de um roteiro escrito por Frank Galati e Kasdan, com base no 1985 romance de mesmo nome por Anne Tyler. O filme é estrelado por William Hurt como Macon Leary, um escritor de viagens de meia-idade cuja vida e casamento foram destruídos pela trágica morte de seu filho. Também é estrelado por Kathleen Turner e Geena Davis .
The Accidental Tourist foi lançado nos cinemas nos Estados Unidos em 23 de dezembro de 1988, pela Warner Bros. Pictures. O filme foi aclamado pela crítica de cinema e arrecadou mais de US$32.6 milhões. Foi indicado a quatro Oscars, incluindo Melhor Filme, com Geena Davis ganhando Melhor Atriz Coadjuvante. Ele também foi indicado para dois Prêmios Globo de Ouro, incluindo Globo de Ouro de melhor filme dramático.

## Sinopse
Macon Leary é um metódico escritor de guias de viagens, que não gosta de viajar e que é abandonado por sua mulher Sarah, após a morte do único filho. A trágica e sem graça vida do escritor ganha uma nova luz quando Muriel, uma romântica jovem e extrovertida divorciada treinadora de cães, e seu filho, entram em sua vida.

## Elenco principal
- William Hurt como Macon Leary
- Kathleen Turner como Sarah Leary
- Geena Davis como Muriel Pritchett
- Bill Pullman como Julian Edge
- Amy Wright como Rose Leary
- David Ogden Stiers como Porter Leary
- Ed Begley Jr. como Charles Leary
- Robert Hy Gorman como Alexander Pritchett
- Bradley Mott como Sr. Loomis
- Seth Granger como Ethan Leary
- Jake Kasdan como Scott Canfield
- Jonathan Kasdan como menino no consultório médico
- Peggy Converse como Sra. Barrett
- Walter Sparrow como vendedor de cachorro-quente
- Paul Williamson como gerente de hotel em Londres
- Audrey Rapoport como garota no avião
- Meg Kasdan como recepcionista

## Recepção
Roger Ebert elogiou o filme, dando-lhe quatro das quatro estrelas.
No Rotten Tomatoes, o filme tem um índice de aprovação de 81% com base em 32 resenhas com o consenso de que "Generoso com as fraquezas e virtudes de seu personagem, The Accidental Tourist é um drama pensativo investido em uma visão das complicações dos relacionamentos". No Metacritic, o filme teve uma pontuação de 53 em 100 com base em análises de 12 críticos, indicando "análises mistas ou médias". O público pesquisado pela CinemaScore deu ao filme uma nota B na escala de A a F.

## Principais prêmios e indicações
Venceu:
- Óscar de melhor atriz secundária - Geena Davis
- Associação de Críticos de Nova Iorque 1988 - Melhor Filme
- USC Scripter Award 1988
- Prêmio Cavalo de Ouro de Melhor Ator Estrangeiro - William Hurt

Nomeado:
- Oscar de melhor filme
- Oscar de melhor roteiro adaptado
- Oscar de melhor banda sonora
- BAFTA de melhor roteiro adaptado
- Globo de Ouro de melhor filme dramático
- Globo de Ouro de melhor banda sonora original
- Golden St. George - 16º Festival Internacional de Cinema de Moscou[8]

O filme é reconhecido pelo American Film Institute nestas listas:
- 2002: Lista do American Film Institute das 100 melhores histórias de amor do Cinema dos Estados Unidos - Nomeado[9]